# Бассано, Якопо
Якопо да Понте (итал. Jacopo Da Ponte, detto Jacopo Bassano), прозванный Якопо Бассано по названию итальянской родовой коммуны художника (около 1510, Бассано-дель-Граппа, Венецианская республика — 13 февраля 1592, там же) — итальянский художник, представитель венецианской школы живописи. Автор картин на библейские сюжеты и портретов в стиле позднего Возрождения и маньеризма, с лёгким влиянием стиля барокко.

## Биография

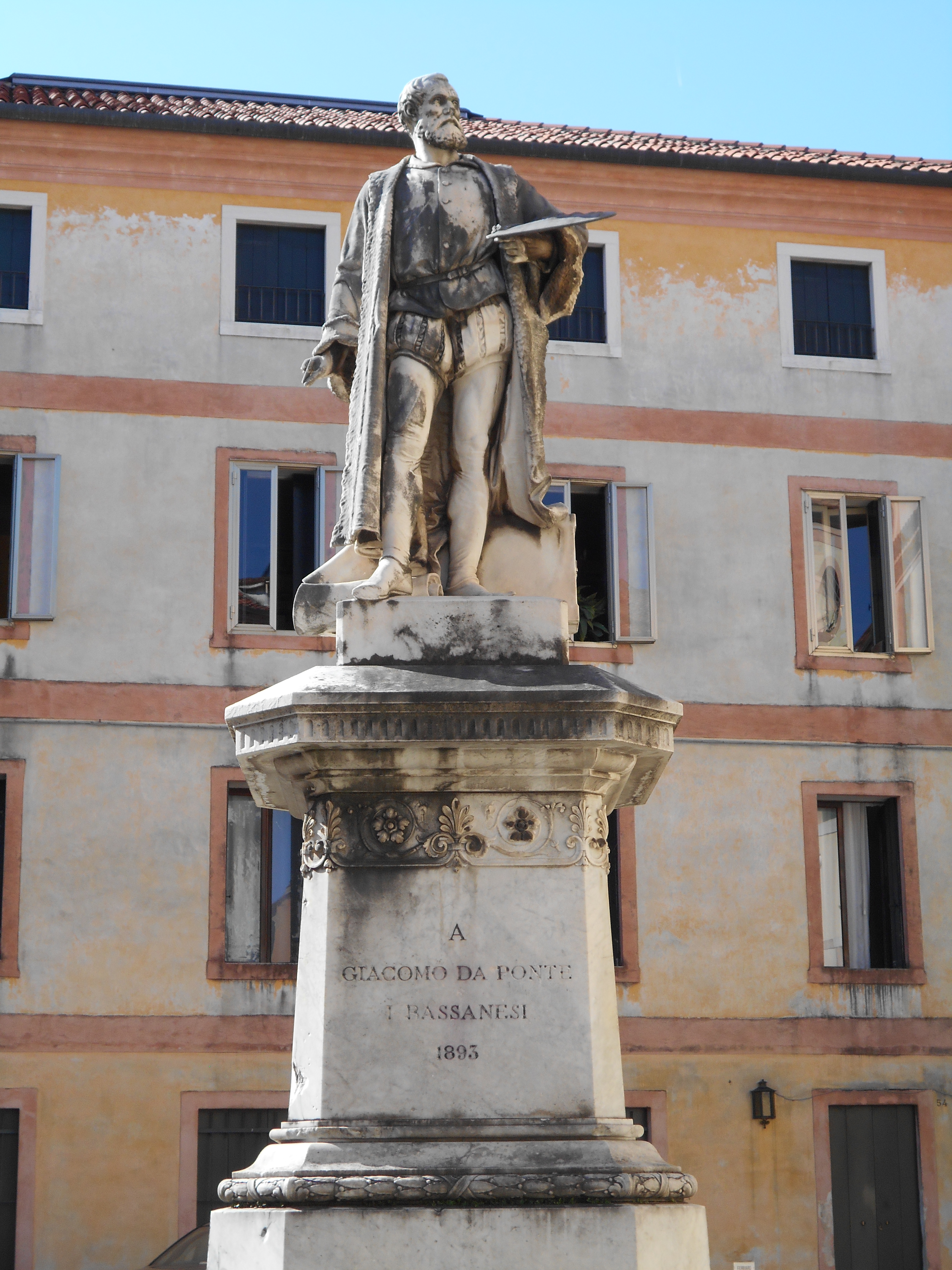
Памятник Якопо даль Понте. Бассано-дель-Граппа

Якопо да Понте родился около 1510 года в коммуне Бассано-дель-Граппа в Терраферме (материковой части Венецианской республики). Единственный сын художника Франческо да Понте (Francesco Da Ponte, ок. 1475—1530), прозванного Франческо Бассано Старшим, и Лючии, урождённой Пиццардини. Его отец и сам Якопо стали родоначальниками большой семьи потомственных живописцев венецианской школы.
Начальное художественное образование Якопо получил в мастерской отца, где участвовал в работе над заказами в течение пяти лет и стал продолжателем семейной традиции. Известно, что им были написаны голова и плат Богоматери в картине Франческо Бассано «Рождество» (1525). Согласно биографии, опубликованной Карло Ридольфи, Якопо Бассано в 1535 году приехал в Венецию, чтобы изучать секреты живописного ремесла в мастерской Бонифачо де Питати по прозванию Веронезе.
Его первой самостоятельной работой стала картина «Бегство в Египет» (1534). Якопо, за исключением поездки в Венецию, почти не выезжал из родного города, где имел большую мастерскую, в которой работали его сыновья, многочисленные помощники, родственники и ученики.
В 1546 году Якопо Бассано женился на Элизабетте Мердзари (? — 5 сентября 1601), от которой у него было восемь детей: Франческо Алессандро (3 января 1547—март 1547), Франческо Джамбаттиста Младший (7 января 1549—2 июля 1592), Джустина (27 декабря 1551—22 июля 1558), Джованни Баттиста (4 марта 1553—9 марта 1613), Бенедетта Марина (21 марта 1555), Леандро (10 июня 1557—15 апреля 1622), Сильвия Джустина (17 апреля 1560) и Джероламо (3 июня 1566—8 ноября 1621). Все сыновья станут художниками, как и племянник Якопо Аполлонио, сын Марины и Аполлонио Аполлони.

## Творчество
Помимо влияния отца, крестьянского живописца, на работы Бассано оказали воздействие офорты маньериста Франческо Пармиджанино, пользовавшиеся популярностью в то время. Он высоко ценил портретную живопись Лоренцо Лотто.
В ранних произведениях Якопо Бассано прослеживается влияние флорентийского и римского маньеризма с характерными удлинёнными пропорциями фигур и ярким, контрастным колоритом. К 1540 году Якопо приобрёл собственный стиль, основанный на наблюдении природы, людей и животных, насыщенный контрастной игрой светотени, тонкой пластикой линий и красотой цветовых сочетаний. Его картины вдохновлены повседневной жизнью маленьких селений (борго) и красотой природы.
Обращение к пасторальным темам сочетается у Бассано с вниманием к библейским сюжетам, которые он трактовал в контексте повседневной, хорошо ему знакомой жизни, и делал героями своих картин обыкновенных людей. Для его произведений характерно использование множества фигур и мелких деталей, в сочетании с общей динамикой композиции и эмоциональным напряжением. Своим творчеством он внёс большой вклад в развитие итальянской живописи бытового жанра.
Его картины включали реалистичные изображения предметов быта, животных, домов и пейзажей; людей он показывал в сложных движениях, тем не менее естественно, в композиции картин с множеством фигур и бытовых подробностей, поэтому к его творчеству применяли термин «веризм» (в значении того времени). В произведениях художника заметны влияния творчества его отца — Франческо Бассано Старшего, фламандского живописца Иоахима Бейкелара, а также Джентиле Беллини, Тициана и Паоло Веронезе, выражающиеся в придании изображению праздничного, возвышенного настроения.
Выдающийся знаток живописи Итальянского Возрождения и, в частности, венецианской школы, Бернард Беренсон писал в связи с творчеством Бассано:

Ко времени появления этого художника венецианцы научились ценить искусство, почти лишённое идеологического содержания, живопись, благодаря своему колориту, сияющую, как драгоценные камни, как знаменитое венецианское стекло, в котором главное — цвет и форма. Картины Бассано и его двух сыновей иногда так ослепительны и свежи по своему прозрачному, холодноватому колориту, что их можно сравнить с лучшими образцами венецианского стекла, а отдельные детали, ярко освещённые и насыщенные цветом, сияют, как рубины и изумруды… В итальянской живописи Бассано стал первым пейзажистом эпохи Возрождения
Б. Р. Виппер писал о Бассано более сдержанно: «На всём его творчестве лежит печать своеобразия, навеянного жизнью в маленьком городке трудолюбивых ремесленников, в непосредственном общении с сельской природой, с деревенским бытом, с крестьянским трудом… Ранние произведения Бассано… отмечены сильным налётом провинциальной архаичности, наивностью рассказа, застылостью композиции, грузными пропорциями и угловатыми движениями фигур… Однако на рубеже 1530—1540-х годов, — писал Виппер, — его искусство переживает перелом… Созерцательный и мягко-лирический в своём искусстве, Бассано внезапно заражается тягой к активному действию и бурной динамике, к пластической телесности и острой экспрессии… в его бесхитростное и немного неуклюжее искусство с неожиданной силой проникают совершенно чуждые ему раньше элементы декоративного изящества и аристократической утончённости».
Якопо Бассано необычным колоритом своей живописи оказал влияние на творчество испанского живописца Эль-Греко, а также своих сыновей. Из его сыновей четверо стали наиболее известными художниками:
- Франческо Бассано Младший (итал. Francesco Bassano, le Jeune; 1549—1592) работал с Якопо, также является автором серии исторических картин для Дворца Дожей в Венеции. Его самая известная работа — «Лето» (1570—1580; собрание Государственного Эрмитажа в Санкт-Петербурге);
- Джованни Баттиста Бассано (итал. Giambattista Bassano; 1553—1613) в основном копировал работы отца в его мастерской. В 1593 году с Лукой Мартинелли расписывал местную церковь. Его известная работа — «Святые Леонард, Антоний, Себастьян и Рох» (1598);
- Леандро Бассано (итал. Leandro Bassano; 1557—1622) более всех сыновей Якопо перенял его манеру живописи. После смерти старшего брата Франческо Бассано Младшего взял на себя руководство семейной мастерской. Занимался религиозной и портретной живописью. В связи с его большой популярностью в конце 1590-х годов посвящён в рыцари венецианским дожем. Автор известной серии картин — «Двенадцать месяцев»;
- Джироламо Бассано (итал. Gerolamo Bassano; 1566—1621) изучал медицину, преподавал живопись. Известны его работы: «Мадонна со святыми», «Ужин в Эммаусе» (собрание Пинакотеки Брера, Милан)[6].

## Галерея

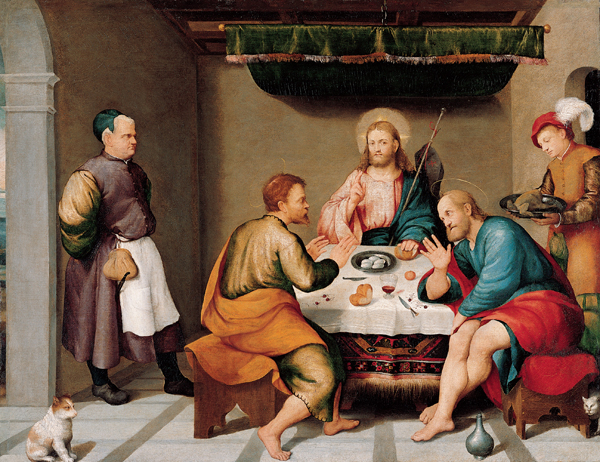
Ужин в Эммаусе. Ок. 1538. Холст, масло. Художественный музей Кимбелл, Форт-Уэрт, Техас, США
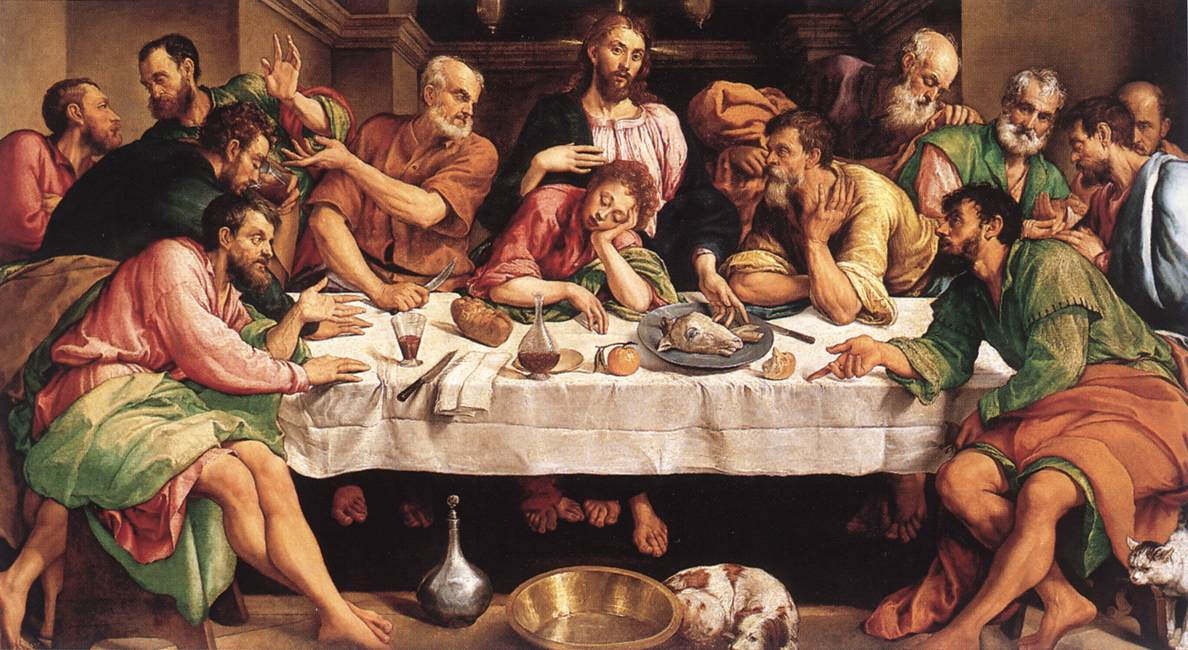
Тайная вечеря. 1542. Холст, масло. Галерея Боргезе, Рим
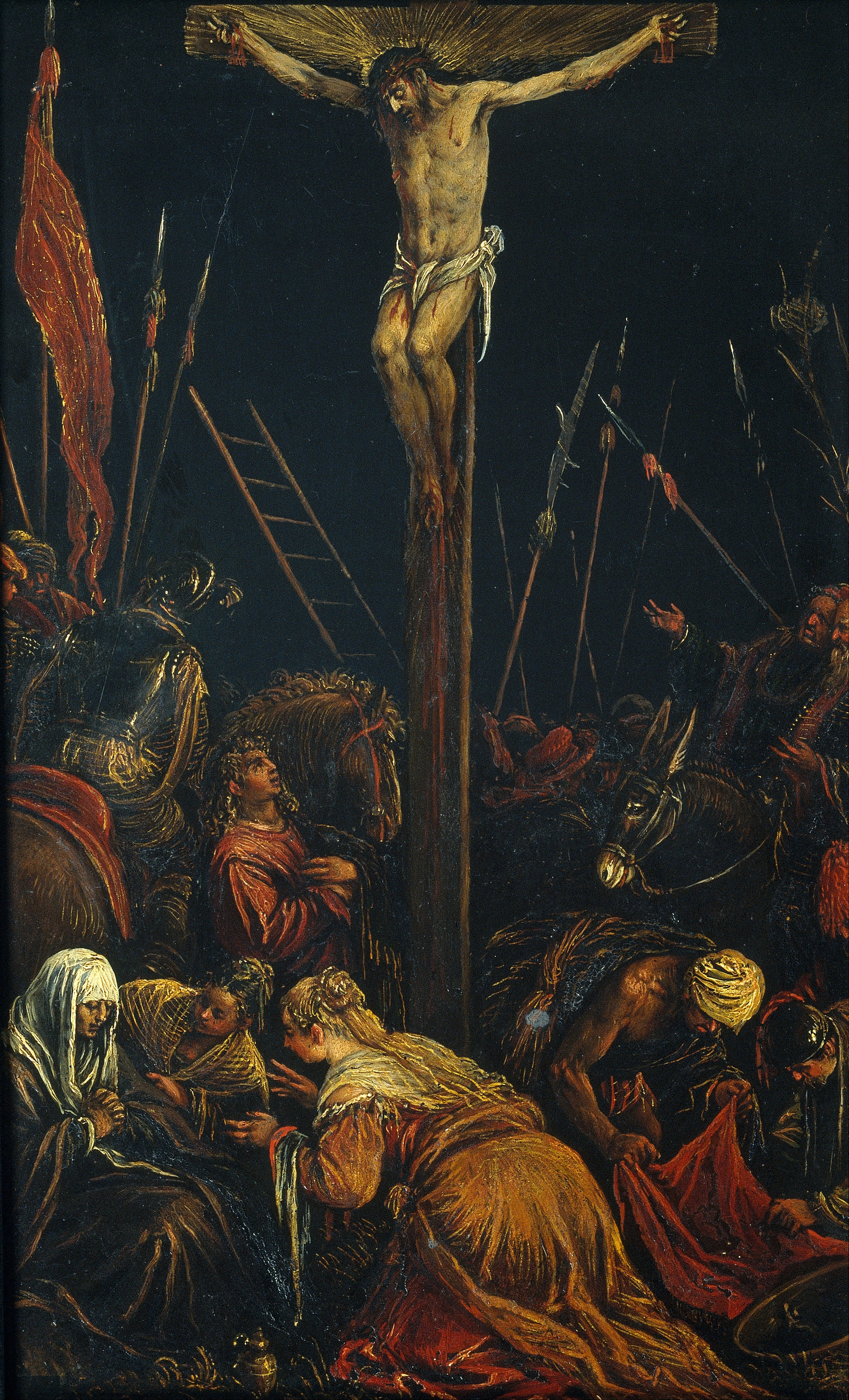
Голгофа. Ок. 1575. Сланец, масло. Национальный музей искусства Каталонии, Барселона
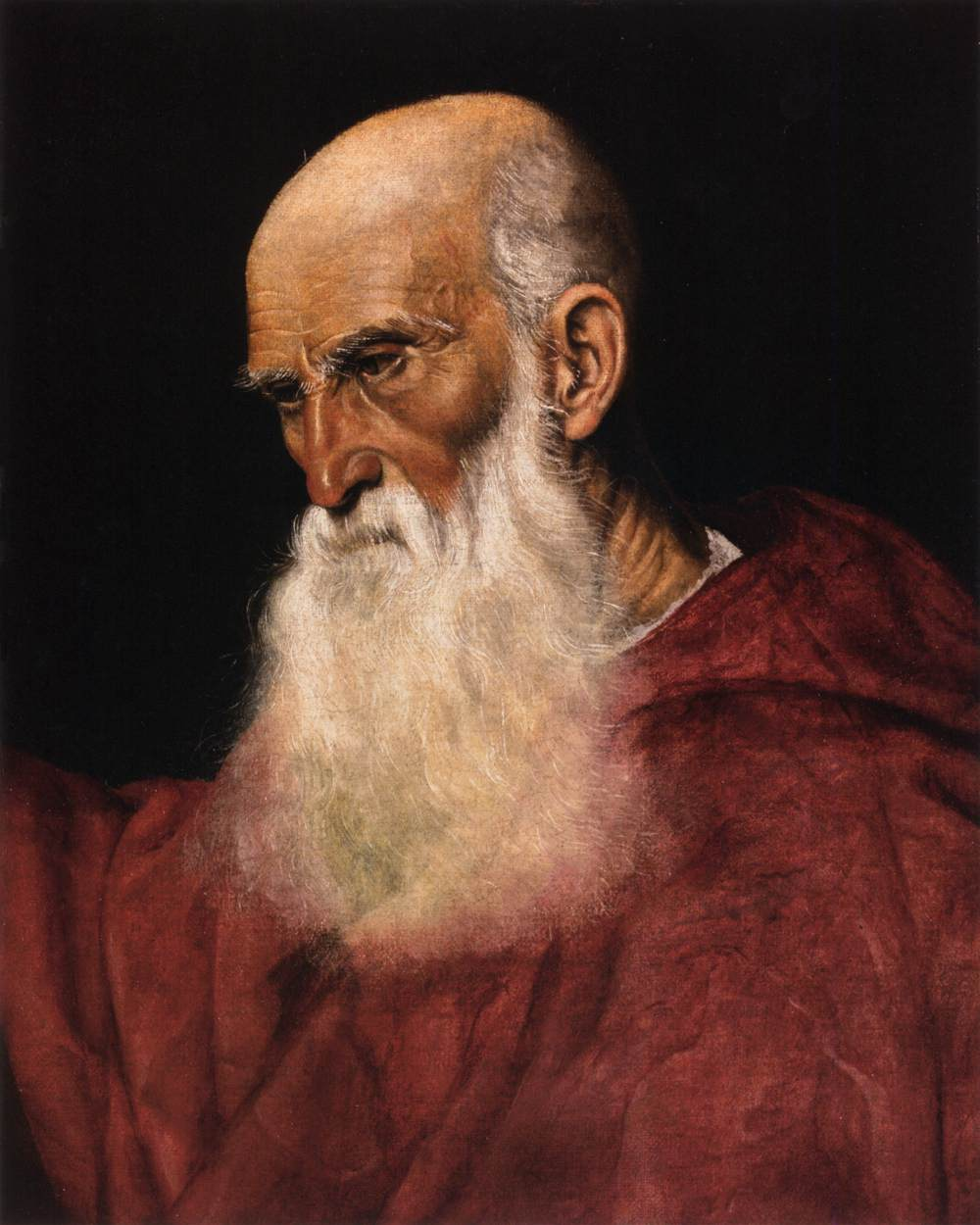
Портрет кардинала. Ок. 1545. Холст, масло. Музей изобразительных искусств, Зугло, Венгрия
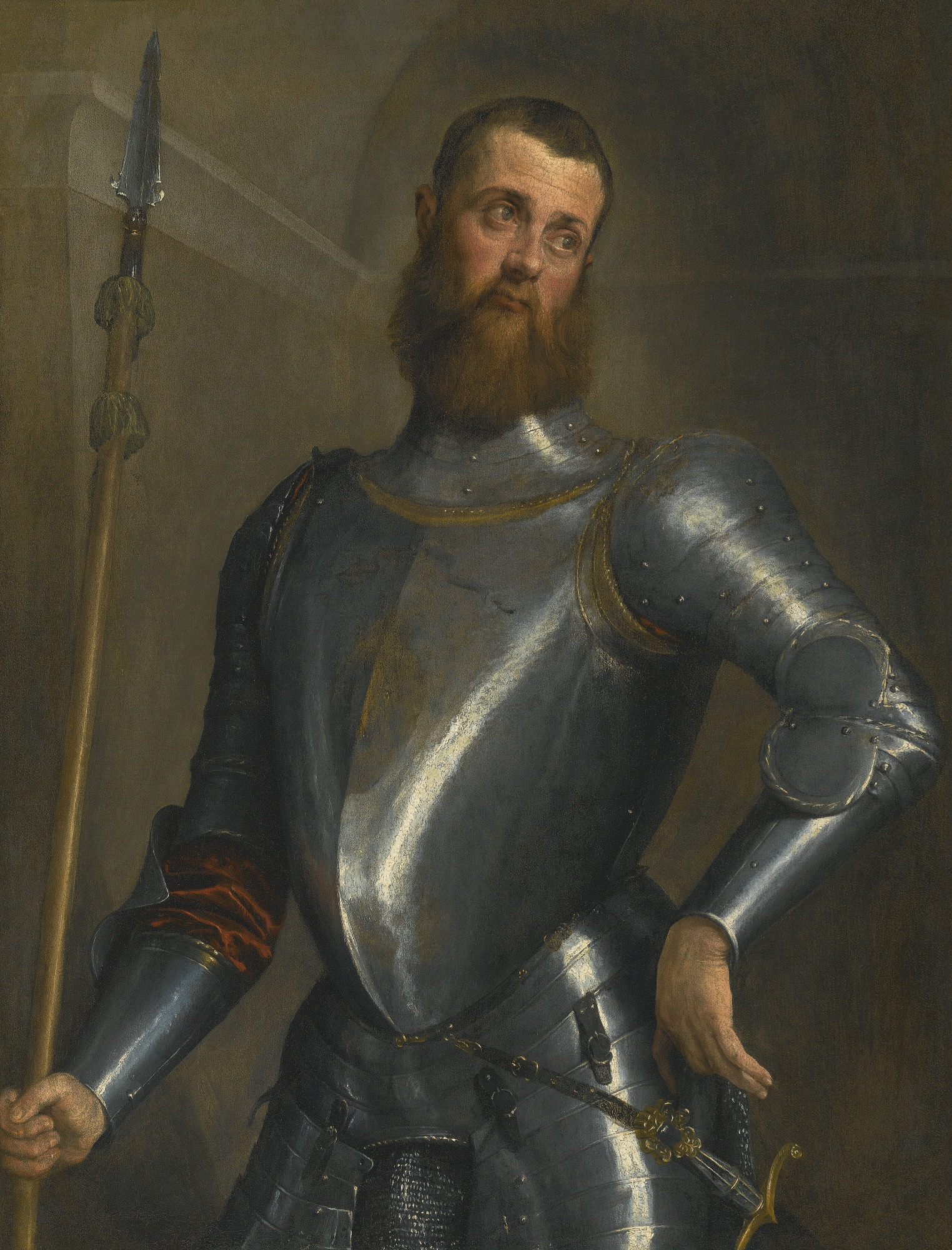
Портрет джентльмена. Холст, масло. Частное собрание
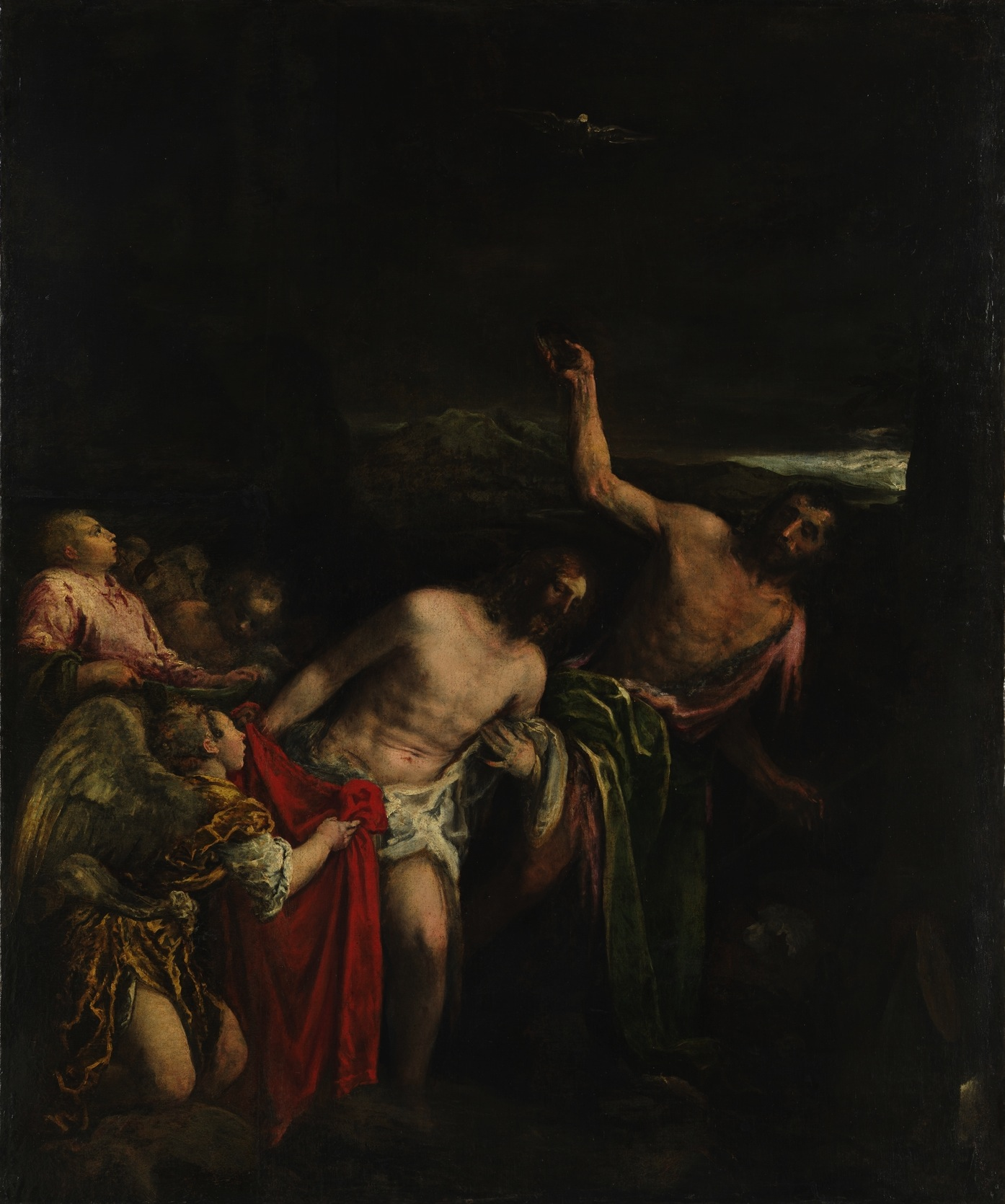
Крещение Христа. 1592. Холст, масло. Метрополитен-музей, Нью-Йорк
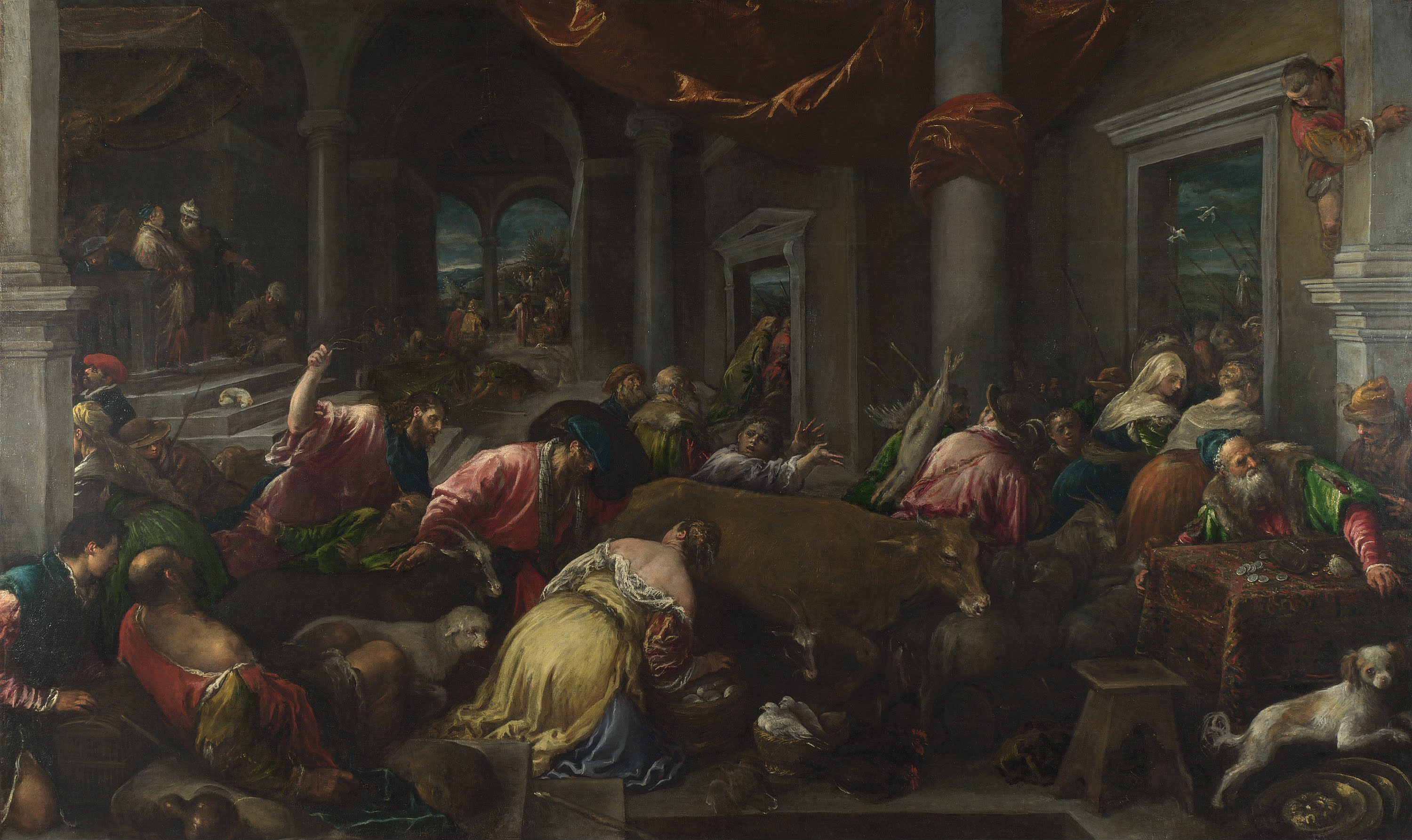
Изгнание торгующих из храма. Ок. 1580. Холст, масло. Национальная галерея, Лондон
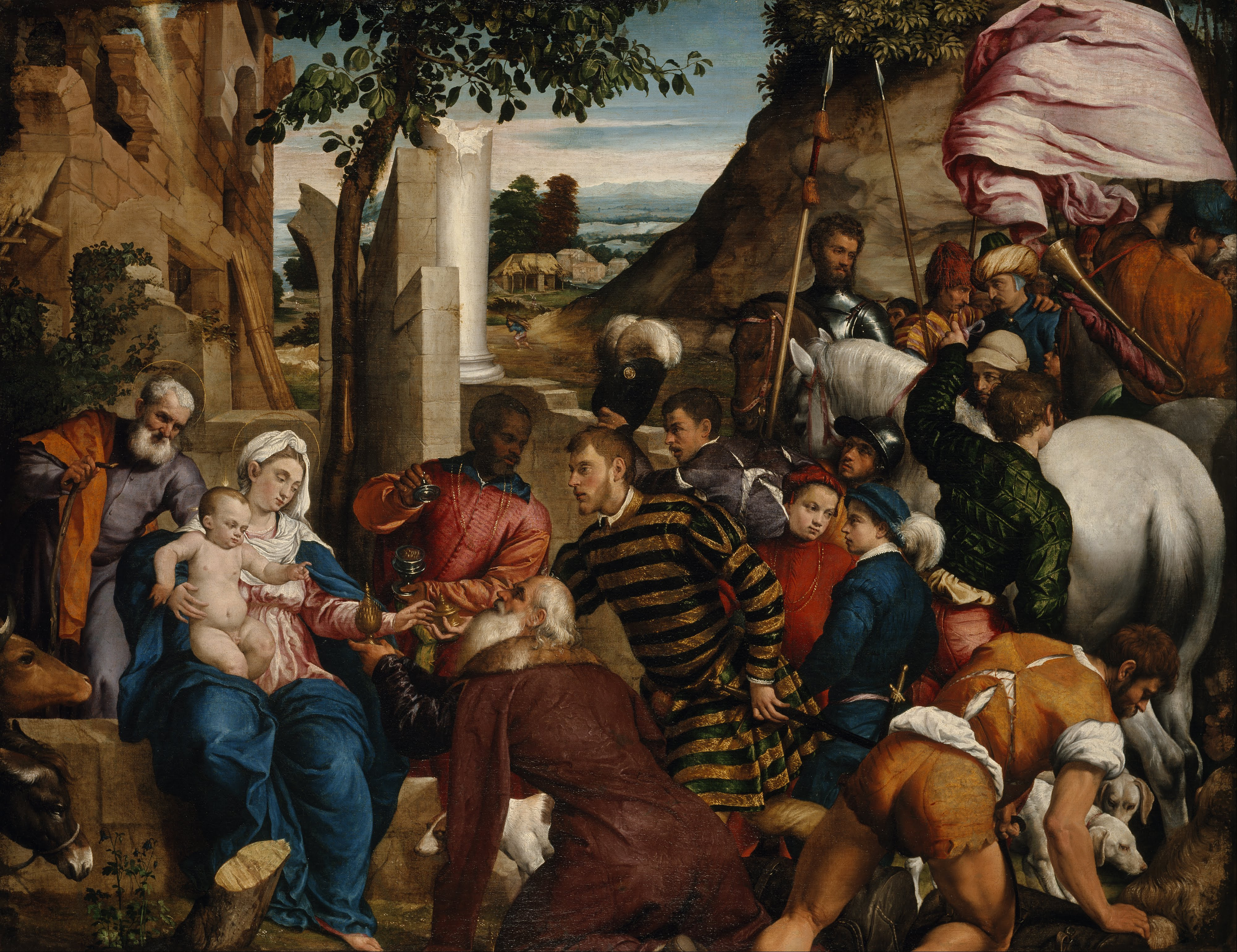
Поклонение волхвов. 1540-е. Холст, масло. Национальная галерея Шотландии, Эдинбург
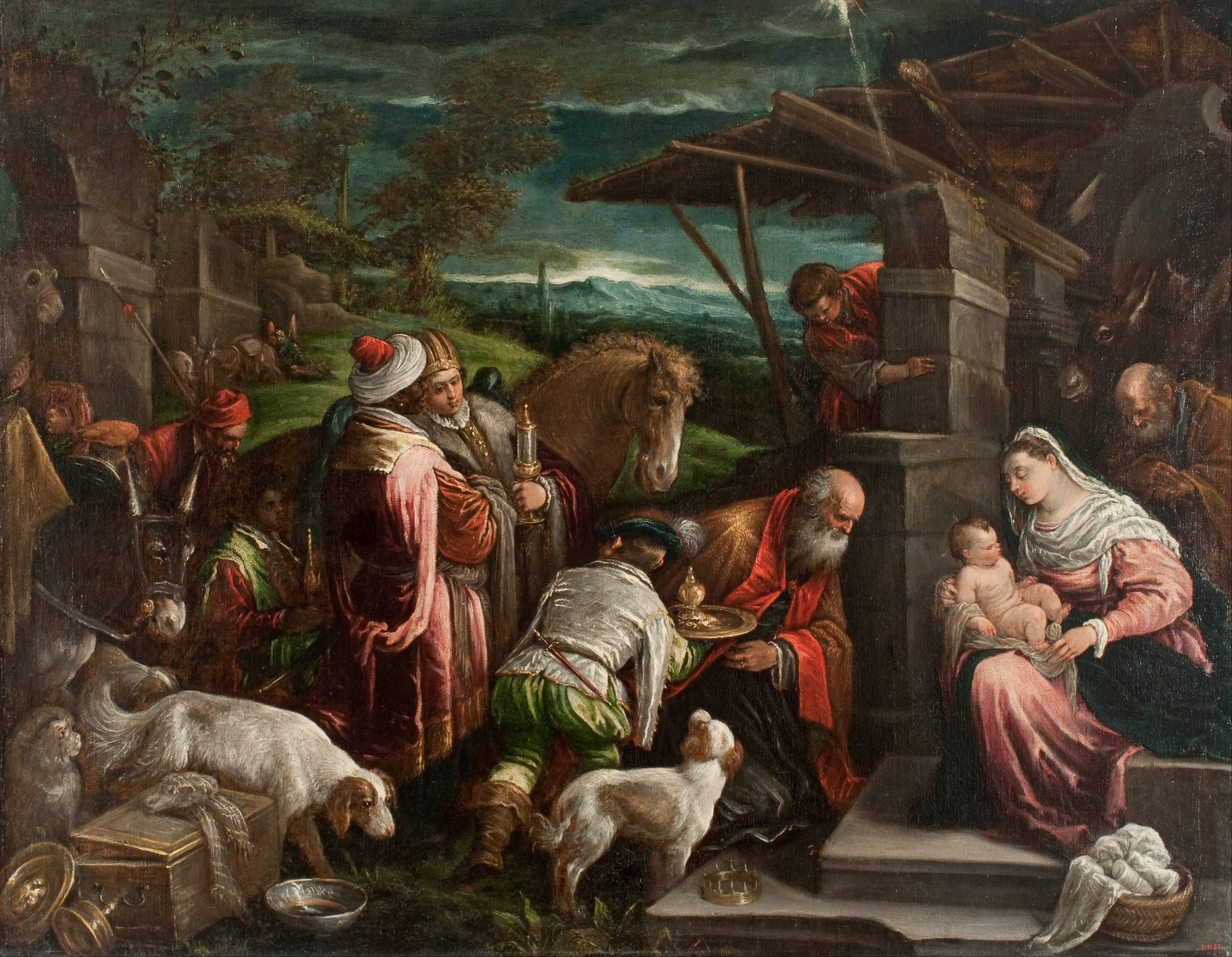
Поклонение волхвов. Между 1575 и 1580. Холст, масло. Национальный музей искусства Каталонии, Барселона
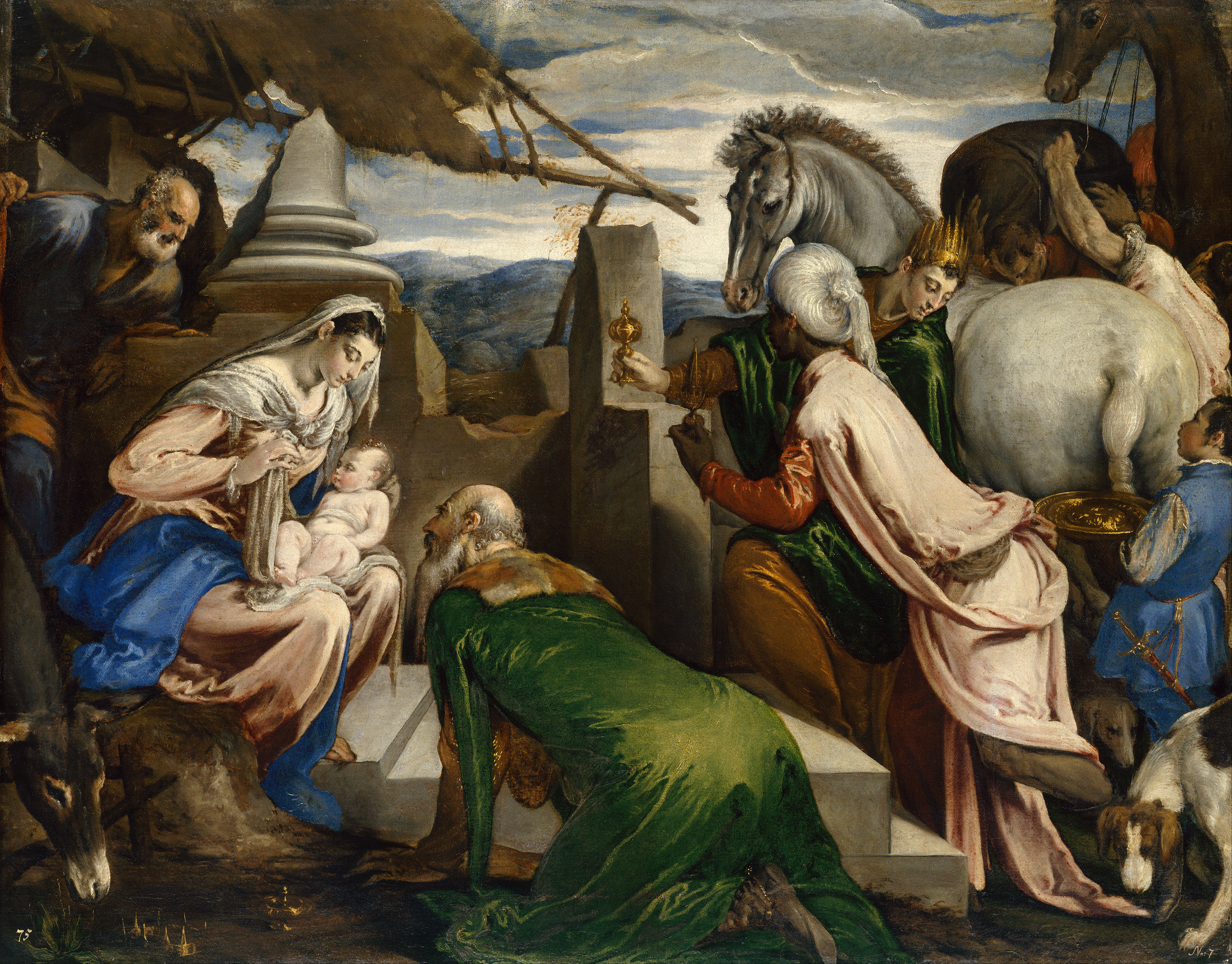
Поклонение волхвов. 1563–1564. Холст, масло. Музей истории искусств, Вена
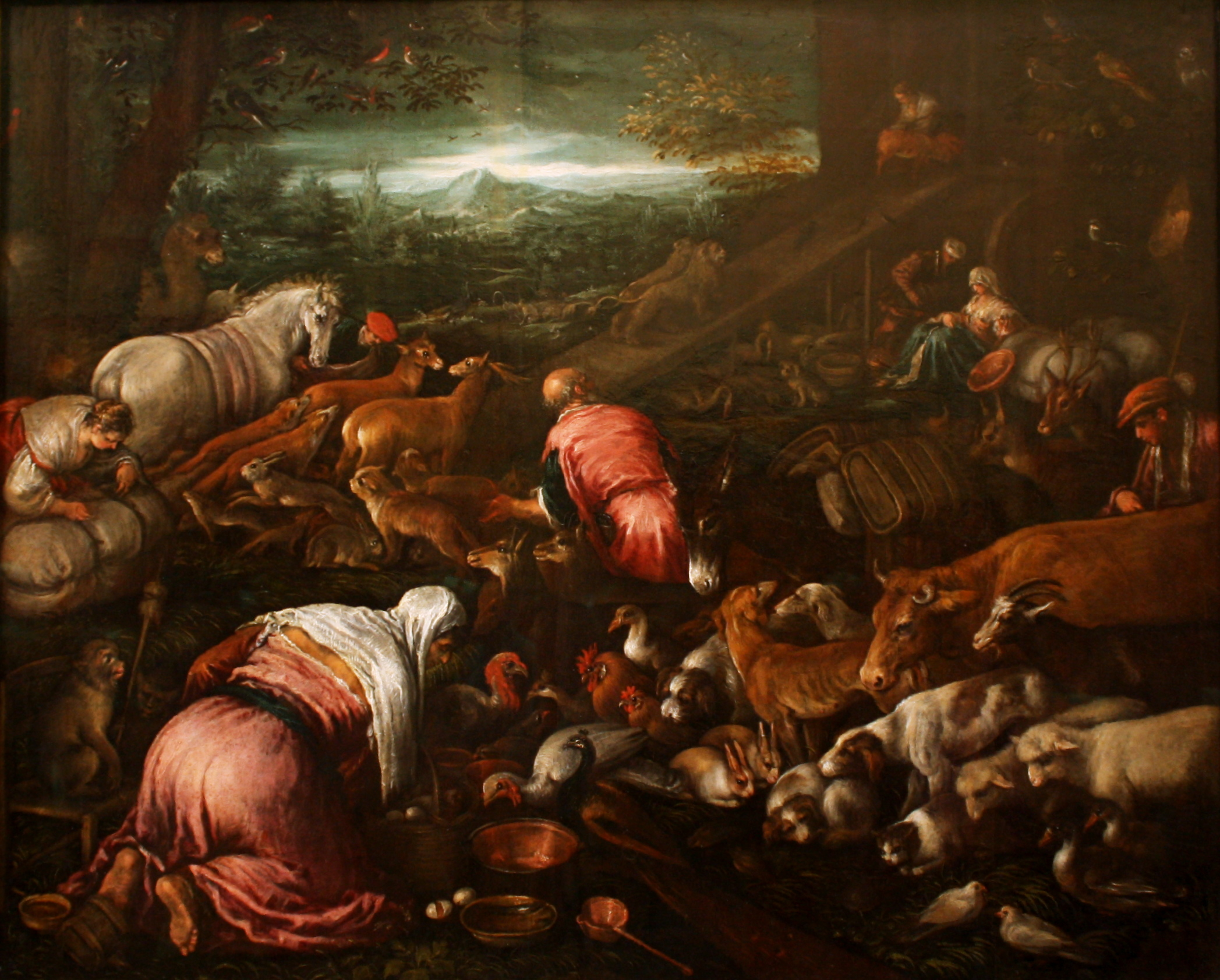
Вхождение животных в Ноев Ковчег. После 1579. Дерево, масло. Лувр, Париж
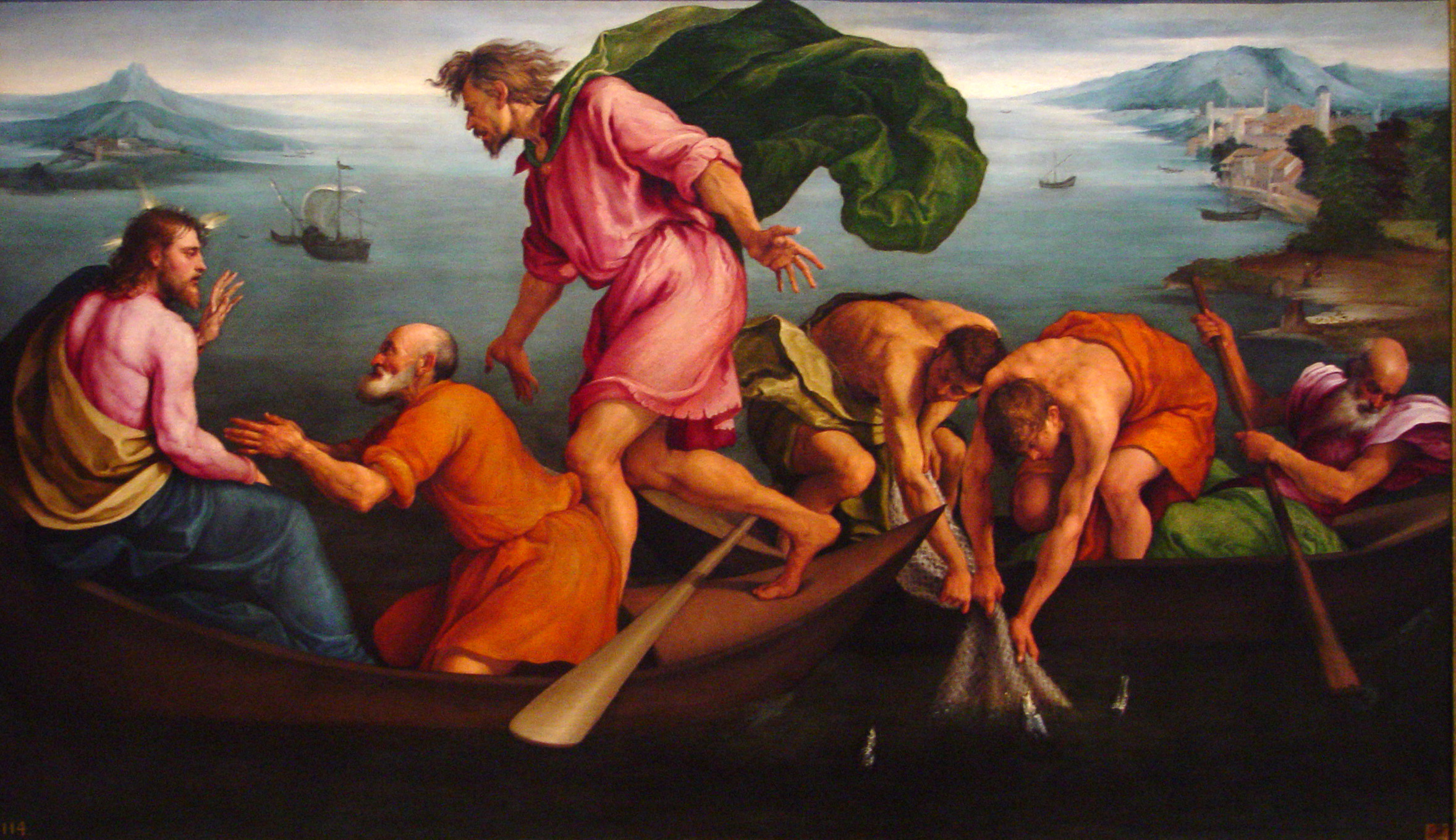
Чудесный лов рыбы. 1545. Холст, масло. Национальная галерея искусства, Вашингтон
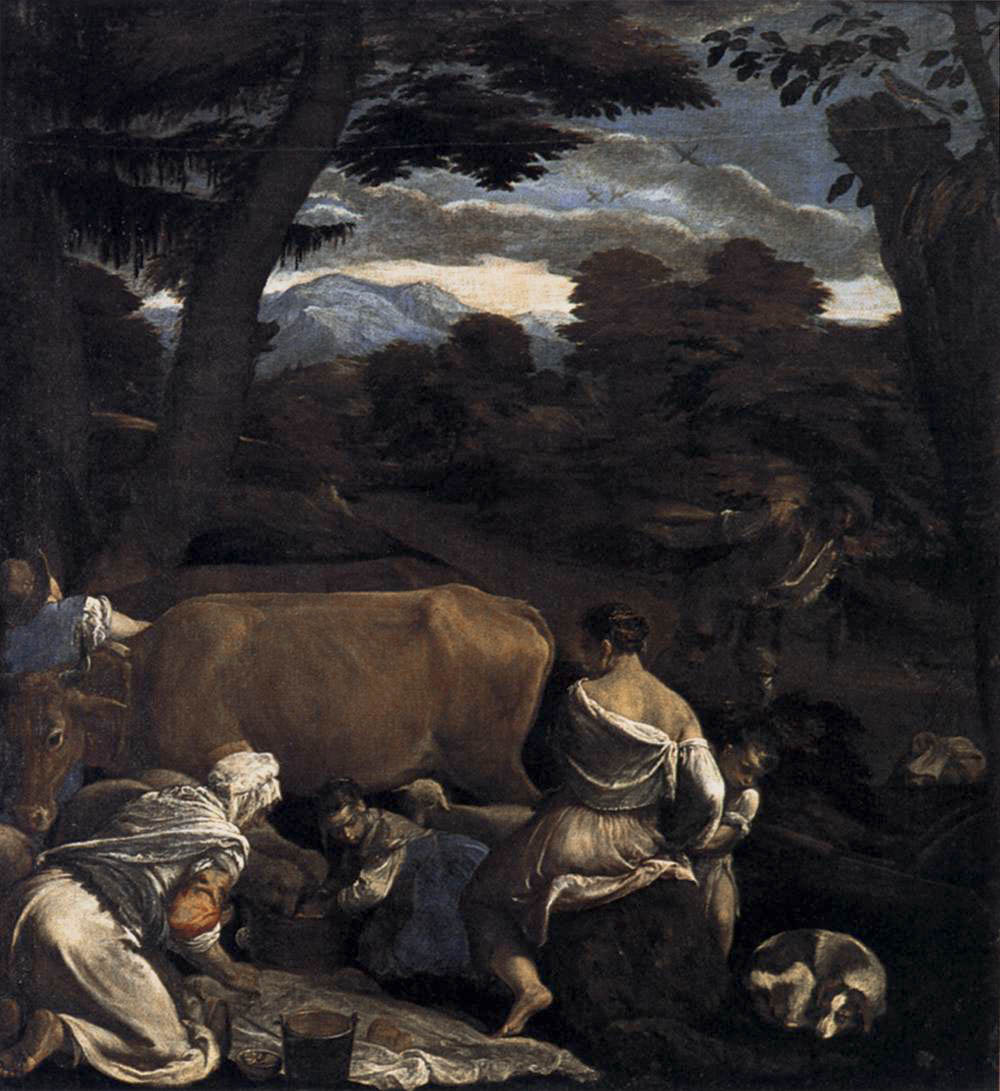
Пасторальная сцена. Ок. 1560. Холст, масло. Музей Тиссена-Борнемисы, Мадрид